# Dynasty (2025)
Pour les articles homonymes, voir Dynasty.
Dynasty (2025) est un Pay-per-view de catch (lutte professionnelle) produit par la promotion américaine All Elite Wrestling. L'événement a eu lieu le 6 avril 2025 à la Llacouras Center à Philadelphie (Pennsylvanie). Il s'agit de la seconde édition de Dynasty.

## Production
Le 3 mars 2024, la compagnie annonce la création d'un Pay-per-view intitulé Dynasty qui aura lieu le 21 avril à la Chaifeta Arena à Saint-Louis (Missouri).
Le 22 janvier 2025, elle annonce que la seconde édition du Pay-per-view aura lieu le 6 avril à la Llacouras Center à Philadelphie (Pennsylvanie).

## Contexte
Les spectacles de la All Elite Wrestling (AEW) sont constitués de matchs aux résultats prédéterminés par les scénaristes de la AEW. Ces rencontres sont justifiées par des storylines – une rivalité entre catcheurs, la plupart du temps – ou par des qualifications survenues dans les shows de la AEW. Tous les catcheurs possèdent un gimmick, c'est-à-dire qu'ils incarnent un personnage gentil (Face) ou méchant (Heel), qui évolue au fil des rencontres. Un événement comme Dynasty est donc un événement tournant pour les différentes storylines en cours.

## Tableau des matchs
| Ordre par numéros | Résultat | Stipulation(s)                                                       | Temps |
| --- | --- | -------------------------------------------------------------------- | ----- |
| 1P | Nick Wayne et CRU (Action Andretti et Lio Rush) (avec Kip Sabian et Mother Wayne) battent AR Fox et Top Flight (Darius et Dante Martin) (avec Leila Grey), | Trios match,                                                         | 11:15 |
| 2P | Anthony Bowens (avec Billy Gunn) bat Max Caster, | Match simple,                                                        | 0:40  |
| 3 | Will Ospreay bat Kevin Knight, | Match simple - 1er tour du tournoi Men's Owen Hart Foundation Cup,   | 13:50 |
| 4 | The Hurt Syndicate (Bobby Lashley et Shelton Benjamin) (c) (avec MVP) bat The Learning Tree (Big Bill et Bryan Keith),                                     | Tag Team match pour les AEW World Tag Team Championship,             | 11:00 |
| 5 | Mercedes Moné bat Julia Hart, | Match simple - 1er tour du tournoi Women's Owen Hart Foundation Cup, | 13:00 |
| 6 | Death Riders (Claudio Castagnoli, PAC et Wheeler Yuta) (c) bat Rated FTR (Cope et FTR (Cash Wheeler et Dax Harwood)),                                      | Trios match pour les AEW World Trios Championship,                   | 14:45 |
| 7 | "Timeless" Toni Storm (c) (avec Luther) bat Megan Bayne (avec Penelope Ford),                                                                              | Match simple pour le AEW Women's World Championship,                 | 15:25 |
| 8 | Kyle Fletcher (avec Don Callis) bat Mark Briscoe, | Match simple - 1er tour du tournoi Men's Owen Hart Foundation Cup,   | 16:15 |
| 9 | Bandido bat Chris Jericho (c), | Mask vs. Title match pour le ROH World Championship,                 | 18:15 |
| 10 | Adam Cole bat Daniel Garcia (c), | Match simple pour le AEW TNT Championship,                           | 15:35 |
| 11 | Kenny Omega (c) bat Mike Bailey et Ricochet, | 3-Way match pour le AEW International Championship,                  | 31:00 |
| 12 | Jon Moxley (c) (avec Marina Shafir) bat Swerve Strickland,                                                                                                 | Match simple pour le AEW World Championship,                         | 31:35 |
| La lettre C placée entre parenthèses désigne la personne ou l’équipe championne en titre. P – indique que le match a eu lieu lors du pré-show | |                                                                      |       |